# Los secretos de la Cosa Nostra
The Valachi Papers (conocida en España como: Los secretos de la Cosa Nostra) es una película italo-francesa de 1972 protagonizada por Charles Bronson y Lino Ventura y dirigida por Terence Young. La adaptación del libro The Valachi Papers (1969) de Peter Maas cuenta la historia de Joseph Valachi, un informante de la Mafia a principios de los años sesenta. La película fue producida en Italia, con muchas escenas dobladas al inglés.[cita requerida]

## Argumento
La película comienza en la Penitenciaría Federal de Atlanta, donde un prisionero anciano llamado Joseph Valachi es encarcelado por contrabandear heroína. El jefe de su familia criminal, Vito Genovese, está preso allí también por el mismo crimen y cree que este es un informante. Por ello le da el "beso de la muerte", por lo que Valachi le devuelve el beso. Después Genovese pone un precio a la cabeza de Valachi por valor de 20.000 dólares.
Valachi mata por error a un compañero prisionero a quien erróneamente tomó como un asesino de la mafia. Expuesto su error ante los agentes federales y ofreciéndole la oportunidad de ser informante para salvar su vida, este lo acepta, erróneamente reconocido como el primero en la historia de la mafia estadounidense. Desde una celda aislada para su protección ante posibles asesinos a sueldo enviados por Genovese, cuenta desde entonces al importante agente federal Ryan la historia de su vida en flashbacks.
La película sigue a Valachi desde ser un joven matón callejero hasta ser un gánster que se asocia con jefes del hampa neoyorkino como Salvatore Maranzano (Joseph Wiseman) a partir de 1930. Le cuenta cómo se unió a la mafia italiana llamada Cosa Nostra. También, cómo evoluciona la mafia a lo largo de los años, explicándole sus estructuras, sus rituales y el destino de sus miembros hasta el presente. Más tarde, después de ser miembro de la organización tras pasar por un correspondiente ritual, Valachi se casa con la hija de un jefe de esa organización que murió en una guerra del hampa, Maria, con la que tiene un hijo.
El ascenso de Valachi en la mafia, de la que más tarde obtiene un restaurante y una fábrica de confección, se ve obstaculizado por las pobres relaciones con su capo, Tony Bender. Eso empeoró, y también la relación con su último jefe del hampa Vito Genovese, cuando castraron a Dominick Petrelli, un mafioso muy amigo suyo, en su restaurante por tener relaciones amorosas con la esposa de Genovese, por lo que Valachi tuvo que matarlo allí para sacarlo de su miseria. Ese acontecimiento, la crueldad y la falta de consideración, que al principio no había entre los miembros de la Cosa Nostra, contribuyó a que más tarde estuviese dispuesto a ser informante de los federales con el beneplácito de su mujer.
El caos y el asesinato que marcan su vida continúan hasta que en el presente de la película los federales bajo la dirección de Ryan le tienden una trampa, llevándole a él, a Genovese y a otros mafiosos a la cárcel por tráfico de heroína, mientras que Bender es asesinado posteriormente por Genovese, porque piensa que, al igual que Valachi, también es un informante.  
Luego se revela que Valachi, decidido a dejar todo atrás y a cambio de protección de por vida para su familia, testificó lo mismo, después de hablar ante los federales, ante un comité del Senado en 1963 con la esperanza de contribuir a una ley que combata a la organización que tanto daño le hizo, mientras que su familia fue puesta según lo prometido bajo la protección del estado, dándoles una nueva identidad y un lugar seguro para poder continuar viviendo el resto de sus días. No consiguiendo el objetivo y estando molesto por testificar y romper completamente el código del silencio de la mafia que, al principio, juró cumplir, Valachi intenta suicidarse, pero al final logra sobrevivir. 
Finalmente, como Genovese incrementa el precio de su cabeza a 100.000 dólares en venganza por su testimonio, según le informa luego Ryan, decide continuar viviendo para que este sufra con su existencia. Aguanta siete años más hasta morir por causas naturales, seis meses después de la muerte de Genovese.

## Reparto
- Charles Bronson como Joe Valachi.
- Lino Ventura como Vito Genovese.
- Jill Ireland como Maria Reina Valachi.
- Walter Chiari como Dominick Petrilli ("Vacío").
- Joseph Wiseman como Salvatore Maranzano.
- Gerald S. O'Loughlin como Ryan.
- Guido Leontini como Tony Bender.
- Amedeo Nazzari como Gaetano Reina.
- Fausto Tozzi como Albert Anastasia.
- Pupella Maggio como Letizia Reina.
- Angelo Infanti como Lucky Luciano.

## Producción
La producción y la edición mal supervisadas de la versión lanzada muestran una escena callejera nocturna de los años 30, a los 27 minutos de la película, en la que numerosos automóviles modelo de los años 60 están estacionados y circulan. En otra escena representada como ocurrida a principios de la década de 1930, Valachi, escapando de la policía, conduce un automóvil hacia el East River justo al norte del Puente de Brooklyn , donde las Torres Gemelas del World Trade Center son claramente visibles contra el cielo del amanecer; Las Torres solo se completaron recientemente cuando la película se estrenó en 1972.
El productor Dino de Laurentiis tuvo que convencer a Charles Bronson para que asumiera el papel de Joe Valachi. Según los informes, lo rechazó al menos dos veces antes de aceptarlo cuando descubrió que el personaje había envejecido desde su adolescencia hasta los 60 años.
La banda sonora instrumental de la película fue compuesta por Riz Ortolani y por Armando Trovajoli. Se hicieron comparaciones con El Padrino y que la película solo intentaba sacar provecho de su éxito. La opinión de Bronson sobre la epopeya de gánster de Francis Ford Coppola, aunque admiraba la actuación de Marlon Brando, dijo "¿El padrino? Esa fue la película más chiflada que haya visto en toda mi vida".

## Hecho contra ficción
La película se apartó de la historia real de Joseph Valachi, como se relata en el libro de Peter Maas, de varias maneras. Aunque utilizó nombres reales y describió eventos reales, la película también contó con numerosos eventos que fueron ficcionalizados. Entre ellos estaba la escena de la castración y el comentario "Yo solo puedo matar a los vivos" de Maranzano, que fue ampliamente ridiculizado por la crítica.

## Recepción
La producción cinematográfica fue uno de los mayores éxitos de taquilla de Charles Bronson. Ganó más de 17 millones de dólares en los Estados Unidos. También tuvo unos ingresos de 9,3 millones de dólares en alquiler.